# Норкросс, Элеонора
Элеонора Норкросс (англ. Eleanor Norcross, настоящее имя Ella Augusta Norcross; 1854—1923) — американская художница, коллекционер и педагог. Бо́льшую часть жизни прожила во Франции в Париже, лето проводя в своем родном городе. Основательница художественного музея в Фитчберге.

## Биография
Родилась 19 июня 1854 года в городе Фитчберг, штат Массачусетс, в семье юриста и политика Amasa Norcross и его жены Susan Augusta Norcross, школьной учительницы. В 1863 году её трехлетний брат Нельсон умер от скарлатины; когда Элеоноре было 14 лет — её мать умерла от чахотки.
За счет возможностей отца получила привилегированное образование, которое было малодоступно для многих девушек её поколения. В 16 лет она окончила школу во Фитчберге и с 1870 года училась в женской семинарии Wheaton Female Seminary (ныне колледж Wheaton College), окончила её в 1872 году. Её друг детства — Фрэнсис Эмерсон (англ. Frances Vose Emerson), позже стал управляющим основанного ею музея.
Художественное образование Элеонора получала в бостонской школе искусств (англ. Boston Massachusetts Normal Art School), ныне колледж искусств Massachusetts College of Art and Design, готовилась к профессии преподавателя. На учёбу в Бостон ездила поездом. Получив в 1876 году соответствующий сертификат, стала преподавать рисование в школах Фитчберга. Через год вместе с отцом переехала в Вашингтон, где он был избран в Палату представителей. В 1878 году продолжила изучать искусство у Уильяма Чейза в Лиге студентов-художников Нью-Йорка. По рекомендации Чейза в июне 1883 года Элеонора отправилась в Париж, где училась у Альфреда Стевенса. Вместе с другими женщинами в течение 1883 и 1884 годов обучалась у бельгийского мастера.
При финансовой поддержке отца Элеонора позволяла себе достаточно комфортно жить и работать. Она выставляла свои работы в салонах, но по договоренности с отцом, могла продавать только те работы, которые отец считал достойными передачи в другие руки. В Париже Элеонора Норкросс жила в течение 40 лет, позволяя себе путешествия по всей Европе. Отец после выхода на пенсию жил с ней до 1898 года, когда он умер. Почти каждое лето художница вместе с дочерями проводила в родном Фитчберге.
Норкросс писала преимущественно портреты и натюрморты, также сделала копии старых мастеров. На её творчество видно влияние Чейза, Моне и французского импрессионизма в целом. С 1887 года и до своей смерти она выставлялась. Её работы представлены в музеях США (Бостон, Чикаго, Нью-Йорк) и Франции. В 1914 году парижский Музей декоративного искусства планировал провести её большую выставку, но она не состоялась из-за начавшейся Первой мировой войны.
Последние 12 лет своей жизни жила в Париже на Rue de Bellchase, где всегда была рада встречам посещавшим её студентам-художникам из Соединённых Штатов.
Умерла от почечной недостаточности 19 октября 1923 года в родном городе и похоронена на кладбище Laurel Hill Cemetery.

Некоторые работы
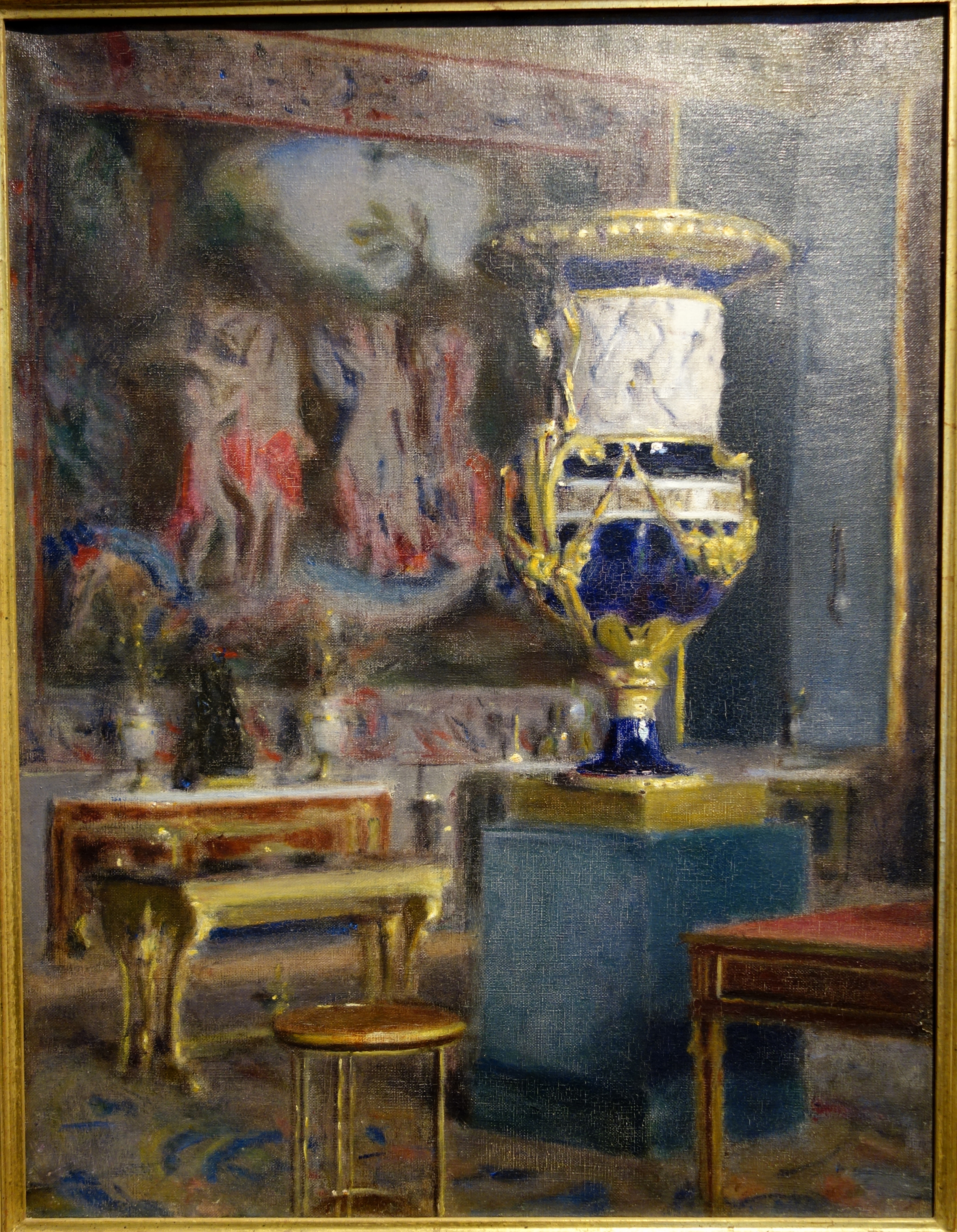
Tapestry
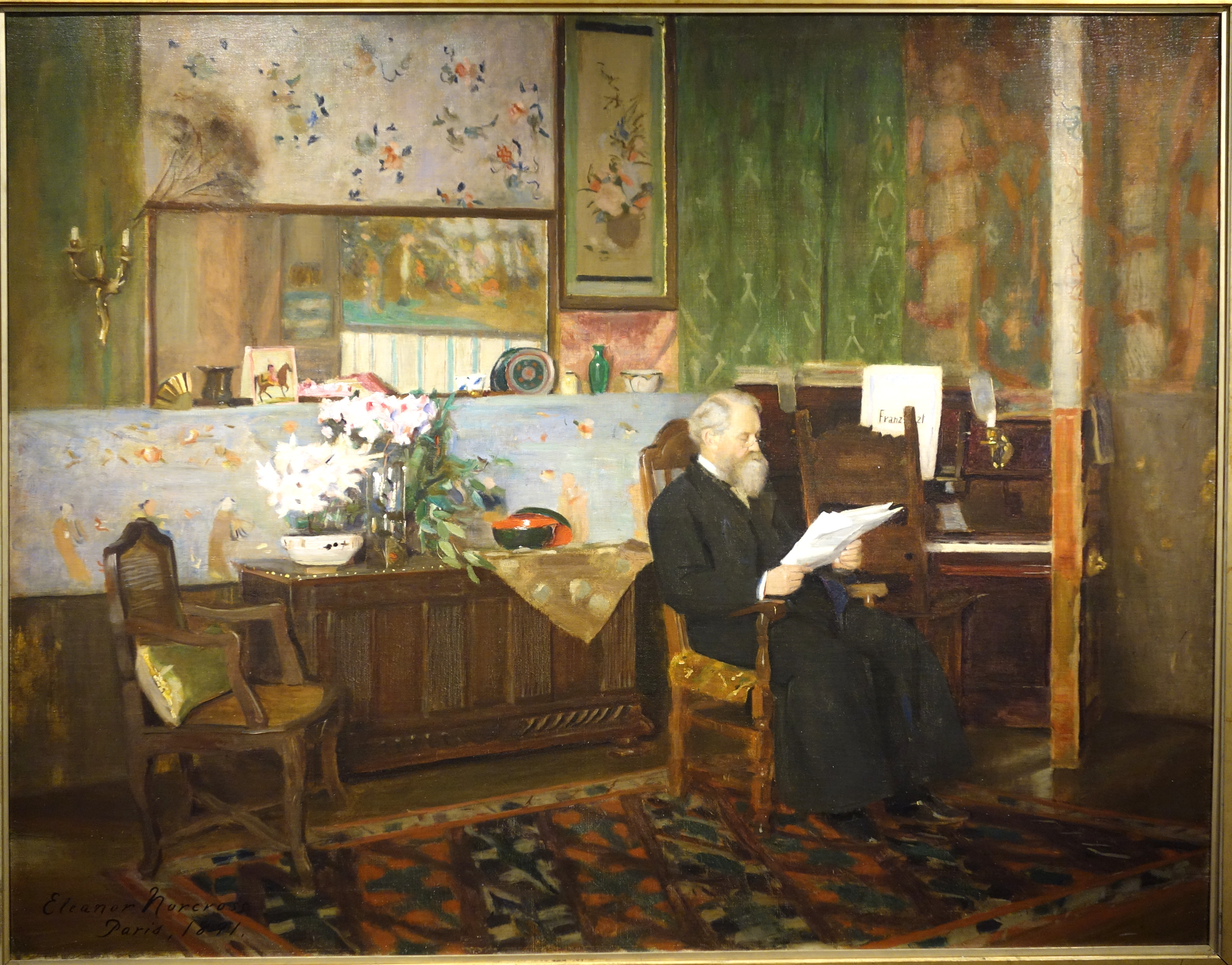
My Studio
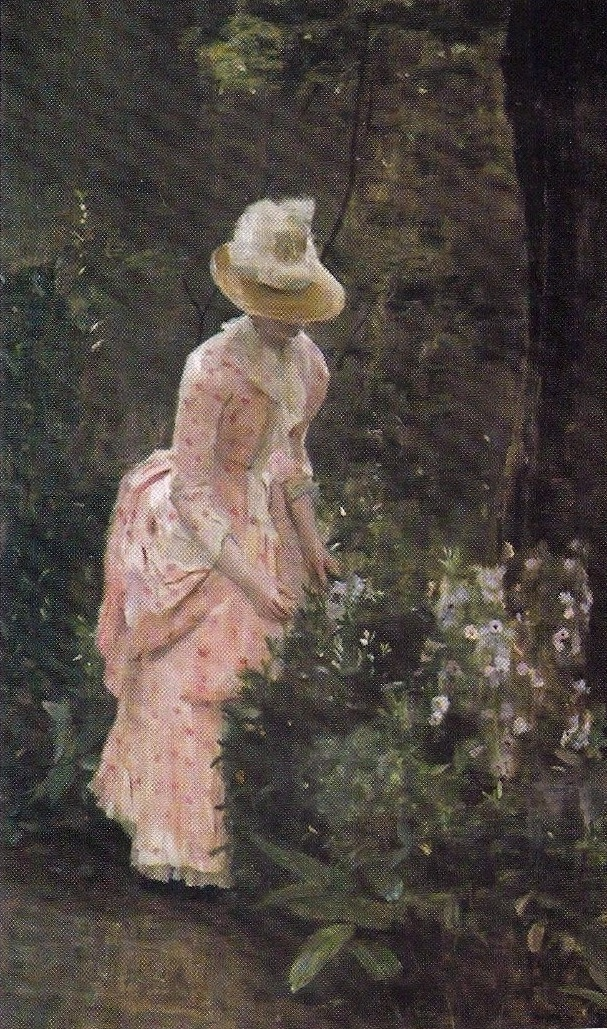
Woman in a Paris Garden

## Коллекционирование и музей

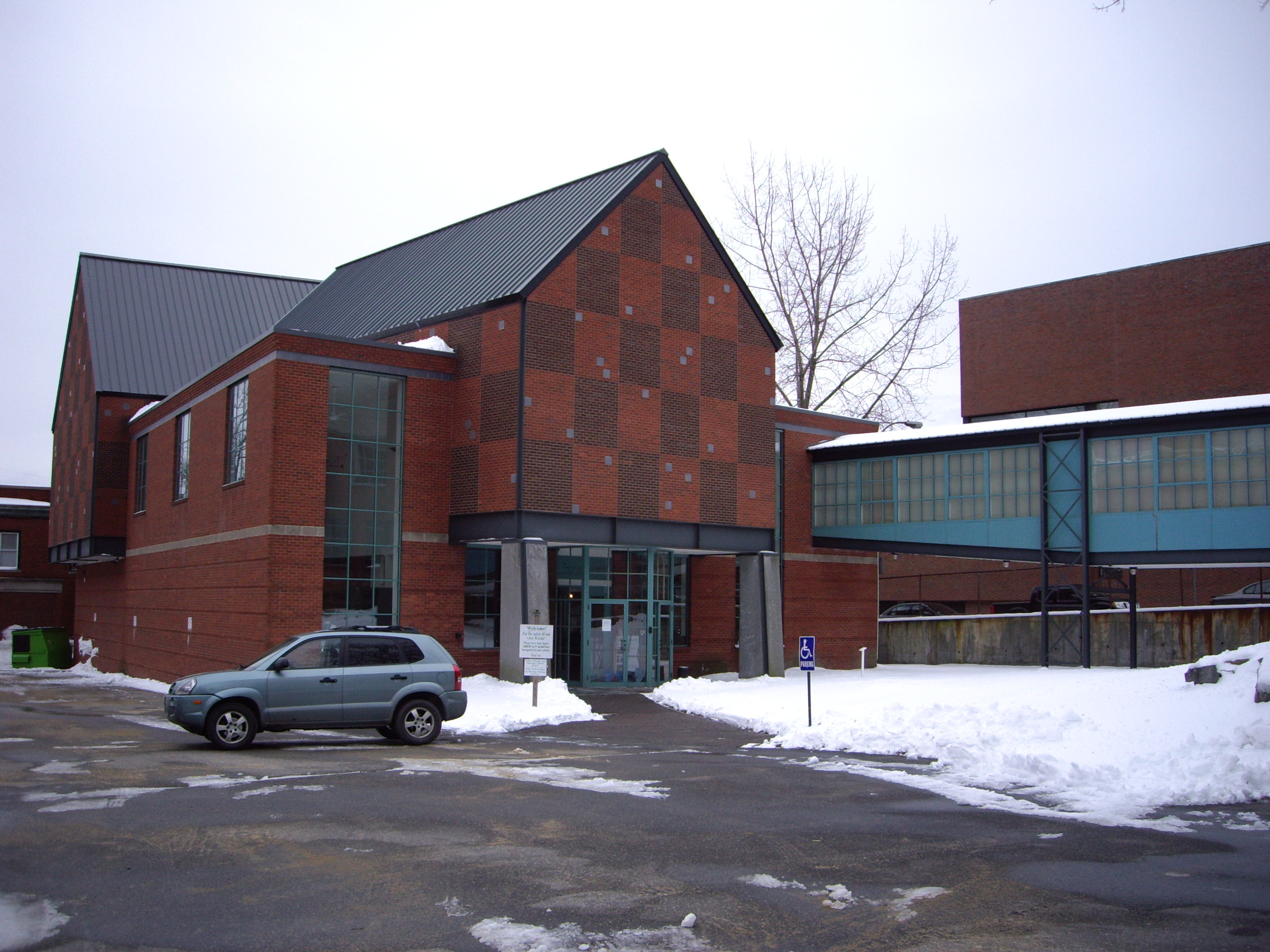
Одно из зданий музея

Приобретение предметов искусства с целью отправки их в Америку стало возможным во время путешествий по Европе и исходя из финансовых возможностей Элеоноры Норкросс. Она собирала мебель, текстиль, фарфор и другие предметы во время посещения французской глубинки. Некоторые произведения из её коллекции были переданы в 1922 году колледжу Wheaton College, некоторые — Вустерскому музею искусств и публичной библиотеке Фитчберга: фотографии, эстампы, гравюры, текстиль, посуда и мебель.
Создать музей в родном городе у Элеоноры Норкросс появилось ещё при жизни. Но уже после смерти в завещании её друг детства Фрэнсис Эмерсон и учитель рисования Sophia Lord Pitman были назначены в качестве попечителей музея. Для музея была приобретена старая кирпичная конюшня, которая была реконструирована бостонской архитектурной фирмой Howe, Manning & Almy, Inc. Первоначально музей, открывшийся в 1929 году, назывался Fitchburg Art Center и позже был переименован в Художественный музей Фитчберга. В 1934 году бо́льшая часть коллекции и здания музея были уничтожены в результате пожара. В настоящее время музей имеет четыре здания и произведения искусства от доколумбовой эпохи по настоящее время.